# ワールドコレクション
ワールドコレクション（英字商標：WORLD COLLECTION、略称：ワーコレ）は、毎日放送（MBSテレビ）で1997年から2015年まで放送された通信販売情報番組である。
番組はMBS企画が制作、三菱商事とイオンダイレクト（旧デジタルダイレクト）（ブランド：saQwa）が販売協力である。商品は2,3本立て。
1999年までは「American Collection」（アメリカンコレクション、ダニエル・カール司会）、2003年2月7日までは「ワールドコレクション」、同年2月10日からは「ワールドコレクションゴールド」という番組名で放送。
2008年8月からはハイビジョン制作移行され、地上アナログ放送での画面サイズが4:3レターボックスでの放送となる。
2015年3月27日（28日未明）に番組終了された。同年3月30日（31日未明）からは『ほしおびナイト☆カイモノラボ』へ後継番組となる。

## 出演

### ナビゲーター
最終回まで
- 愛須エリナ
- 三上夏輝
- 谷真奈実
- 小塚麻央
- 金城真央

過去
- 寺西加織
- 松涛有希
- 太田安菜
- 秋葉ちひろ
- 天本なつき
- 山下瑠璃子
- 高岡麻彩
- 日浦美保
- 麻生亜実
- 北谷ゆり
- 立花理香
- 蒼井さや
- あだち理絵子
- MEG

### ナレーション
現在
- 柏木宏之（MBSアナウンサー）

過去
- 植田佳奈

## 主な商品
★＝おおきにGoodチョイス!に放映される商品

### 食品
- 吉野家 牛丼の具
- キッチン飛騨ビーフカレー

### 生活用品
- かんたん毛玉取りブラシ／最高級カシミヤブラシ（発売・製造元：アートブラシ社） ★
- カラフルなモップ
- 太田さん家の手づくり洗剤（発売・製造元：京都はんなり本舗）
- 美ウォッシュII
- 布団圧縮袋ダイレクトパック（発売・製造元：アール）
- ロボクリーナー
- 家庭用乾燥機 エアー・オー・ドライ ★
- ニッケンのダニ捕りロボ
- 無水鍋
- H2Oスチームモップ ★
- コードレス掃除機　サットリーナサイクロンFX-RII

### 健康用品
- ウォークフリー
- ウォークフリー プラチナ
- ターボセルシリーズ（発売元：サニーウィッシュ）
  - ターボセル ダイナミック ウエスト
  - ターボセル バミューダ
  - ターボセル チクリスタ
  - ターボセル パンタコラン
  - ターボセル ボディパンタコラン
- 芦屋美整体グッズ
  - 美整体骨盤ステッパー
  - 美整体骨盤ベルト
  - 美整体骨盤ドーナツ
- ディプスリー（発売・製造元：ハンディーネットワークインターナショナル）
- NEWすこぶるウォーカー
- スッキリクン（発売・製造元：アポロ医療器）
- サラダ青汁 一菜合菜 ★
- モミダッシュPRO（発売・製造元：ツインバード工業）
- 3D音波歯ブラシ デンティオールプロ
- 指圧代用器 ルンル（発売・製造元：オシャール・コーポレーション）
- クールシーツDX「鈴」（発売・製造元：リベルタ）
- 快眠枕 チョイスピロー
- デンタルホワイトプロ（発売元：アンジュ、製造販売元：リジェンティス）
- ローカロ麺
- 揉まれる肩首スッキリピロー

### エクササイズ用品
- K-1EX リアルサウナスーツ（発売元：ヴァルテックス） ★
- マックスターボ
- ジョイエット ★
- カルメン・エレクトラのセクシー・ボディ・レッスン（提供：アスミック・エースエンタテインメント、MTV JAPAN、発売元：アスミック、販売元：角川エンタテインメント）
- ディスクイーン
- アブロケット
- 30'UPバウンダー
- 肩バランスアップアンダー（発売元：アシックス）
- チョン・ダヨン フィギュアロビクス（日本輸入総販売元：スター・サークル、製作：MAYJUNE MEDIA、企画：JDY Corporation） ★

### 美容用品
- クイック・ビューティー（QB）シリーズ（発売元：リベルタ）
  - QB薬用消臭AFクリーム足・ワキ用（製造元：ジャパンギャルズ）
  - QBベビーフット（製造元：花島シーマン）
- スリムリフトシリーズ
  - スリムリフトシルエット ★
  - スリムリフトスプリーム ★
- スーパーセームシリーズ（発売元：リエゾンドォール、製造元：たかばん）
  - スーパーセーム モイスチャーマスク
  - スーパーセーム モイスチャーミトン
  - スーパーセーム モイスチャーマスク&ミトン セット
- スーパーミリオンヘアー（発売元：ルアン）
- 水の天使（発売元：美々堂）
- 魔法のスティック スクラッチ（発売元：素数）
- クリスタルネイル
- ヤーマン 美容ローラー アセチノセルビー

### ファッションアイテム用品
- クロコダイルウォレット ★
  - クロコダイル 二つ折りウォレット
  - クロコダイル ミニウォレット
- シェルマン ★
  - グランドコンプリケーション プレミアム
  - グランドコンプリケーション クラシック
  - グランドコンプリケーション メタルブレス
  - ワールドタイムミニッツリピーター
- Think Bee!（発売・製造元：はちや） ★
  - アニマルハート・長財布
  - アニマルハート・ラージショルダー
  - リッピ・長財布
  - リッピ・ミニボストン
- リゲッタシリーズ
  - リゲッタ ウェッジパンプス
  - リゲッタ ビッグソール カヌーサンダル
  - リゲッタ グラマラス

### 雑貨・ホビー用品
通販CD／DVD
- J-LOVE Super Collection（企画・制作・発売元：BMGファンハウス〔現：BMG JAPAN〕）
- Believe（企画・制作・発売元：ソニー・ミュージックダイレクト）
- super collection DREAM melody of memories（企画・制作・発売元：ビクターエンタテインメント） ★
- FUN Greatest Hits of 90's（企画・制作・発売元：BMG JAPAN） ★
- 歌王 演歌名曲120（企画・制作・発売元：BMG JAPAN） ★
- 歌心 流行歌120選（企画・制作・発売元：BMG JAPAN）
- avex Reggae Life〜RESORT POPS SELECTION〜（企画・制作・発売元：エイベックス・マーケティング・コミュニケーションズ〔現：エイベックス・マーケティング〕、レーベル：avex club）
- COUNTDOWN BEING（企画・制作・発売元：J-DISC Being） ★
- a-box 〜avex Best Hit Collection〜（企画・制作・発売元：エイベックス・マーケティング・コミュニケーションズ〔現：エイベックス・マーケティング〕、レーベル：avex club） ★
  - a-box NEO（企画・制作・発売元：エイベックス・マーケティング、レーベル：avex club） ★
- 魅惑のムード歌謡デラックス（企画・制作・発売元：テイチクエンタテインメント） ★
- 徳光和夫のイントロオン!!（企画・制作・発売元：ソニーミュージック・ダイレクト） ★
- J-Love（企画・制作・発売元：ソニーミュージック・ダイレクト） ★
- 音女COMPLETE BOX 〜100話100曲〜（企画・制作・発売元：エイベックス・マーケティング、レーベル：avex club）
- My Romance（企画・制作・発売元：ユニバーサルミュージック） ★
- PARADISE MEGA HITS '80s（企画・制作・発売元：ソニーミュージック・ダイレクト）
- MY SONG〜永遠のニューミュージック〜（企画・制作・発売元：ポニーキャニオン）
- 歌ものがたり〜時代の歌謡曲〜（企画・制作・発売元：ポニーキャニオン）
- BEST HIT BEING（企画・制作・発売元：J-DISC Being）
- My Radio Days（企画・制作・発売元：ワーナーミュージック・ジャパン）

ラジコン
- マイクロマスターHG
- 74式戦車

## エンディングテーマ
- Shetland Sheepdog「シネマウェンズデー」（過去には「星空のパレード」「ようこそ、名もなきミュージカルへ」が使用された）

## 関連番組
- なるほど!
- なるほど!市場
- 板東英二の欲バリ市場
- よしもと!Shall Weショッピング
- おおきにGoodチョイス!（ABCテレビ）